# Anke Feller
Anke Feller (ur. 26 września 1971 w Getyndze) – niemiecka lekkoatletka specjalizująca się w długich biegach sprinterskich. W czasie swojej kariery reprezentowała również Republikę Federalną Niemiec.

## Sukcesy sportowe
- srebrna medalistka mistrzostw Niemiec w biegu na 400 metrów – 2002[1]
- brązowa medalistka mistrzostw Niemiec w biegu na 400 metrów – 2004[2]
- brązowa medalistka halowych mistrzostw Niemiec w biegu na 400 metrów – 1996[3]

| Rok  | Miasto    | Zawody                      | Konkurencja        | Wynik         |
| ---- | --------- | --------------------------- | ------------------ | ------------- |
| 1989 | Varaždin  | Mistrzostwa Europy juniorów | sztafeta 4 x 400 m | brązowy medal |
| 1997 | Paryż     | Halowe mistrzostwa świata   | sztafeta 4 x 400 m | brązowy medal |
| 1997 | Ateny     | Mistrzostwa świata          | sztafeta 4 x 400 m | złoty medal   |
| 1998 | Budapeszt | Mistrzostwa Europy          | sztafeta 4 x 400 m | złoty medal   |
| 1999 | Sewilla   | Mistrzostwa świata          | sztafeta 4 x 400 m | brązowy medal |

## Rekordy życiowe
- bieg na 60 metrów (hala) – 7,49 – Schwerin 15/12/1996
- bieg na 100 metrów – 11,63 – Wipperfürth 16/08/1997
- bieg na 200 metrów – 23,29 – Frankfurt 29/06/1997
- bieg na 200 metrów (hala) – 23,77 – Chemnitz 23/01/1998
- bieg na 300 metrów – 37,58 – Wuppertal 12/05/2002
- bieg na 400 metrów – 51,82 – Erfurt 03/07/1999
- bieg na 400 metrów (hala) – 52,71 – Stuttgart 02/02/1997